# 峽灣企鵝
，又稱作毛利企鵝（Tawaki）、黄眉企鹅、峽灣冠企鵝和福德蘭企鵝，是冠企鵝的一種，主要棲息在紐西蘭南島的海岸、菲奧德蘭和附近的斯圖爾特島。黄眉企鹅於1845年由英國動物學家喬治·羅伯特·格雷描述。
黄眉企鹅在企鵝界的體型大小算中等，成年時平均身高可長到60公分長，體重可到3.7公斤（8.2磅）。

## 外貌簡介
黄眉企鹅體型中等，頭頂擁有黃色的鳳冠（冠企鵝屬成員的象徵），臉部、背部、手部和尾巴的毛色呈現黑色或藍灰色，腹部毛色則是白色。部分較年長的黄眉企鹅頭上的鳳冠毛會低垂至眼睛、脖子。該種的臉頰兩側平均會各有3～6條白色紋路。

## 繁殖行為
黄眉企鹅會在繁殖季節裡築巢，也就是6～7月這段時間。築巢地點通常是在沿海的溫帶雨林，且築在洞穴或岩石上。黄眉企鹅和屬於「一夫一妻制」，一對交配完成的企鵝通常會在巢穴產下1～2顆蛋，而找不到配偶的只能自己築一個巢，過著「獨居」生活。
在小企鵝孵化期間，公、母企鵝會輪流孵蛋，約經過30～36天，小企鵝就會破殼而出。
在最初的幾個星期，父母會輪流照顧小企鵝、餵食，而小企鵝會開始探索環境。大約經過2.5個月，小企鵝就已經完全獨立。企鵝長到5歲時會開始求偶交配。

## 飲食習慣
黄眉企鹅的主要食物是頭足類（85％，主要是箭魷魚），其次是甲殼類動物（13％，主要是磷蝦）和魚類（2％，主要是紅鱈魚和藍鱈魚）。然而，有學者認為頭足類部分所占的比例可能被誇大。

## 保護狀況
目前黄眉企鹅的數量並不算多，僅有2500～3000對企鵝，數量從80年代末期下降了約33％，并且按照历史趋势，这一数量仍可能继续下降，主要是受到猫、狗、老鼠以及白鼬的威胁。

## 相關資料
- （英文）黄眉企鹅@企鵝在紐西蘭
- （英文）國際保育網站中黄眉企鹅的資料 （页面存档备份，存于）
- （英文）企鵝的世界：黄眉企鹅 （页面存档备份，存于）
- （英文）www.pinguins.info : 各種企鵝的相關信息 （页面存档备份，存于）
- （英文）Roscoe, R. . Photo Volcaniaca.   [13 April 2008]. （原始内容存档于2020-01-05）.